# St. Pius (Hof)

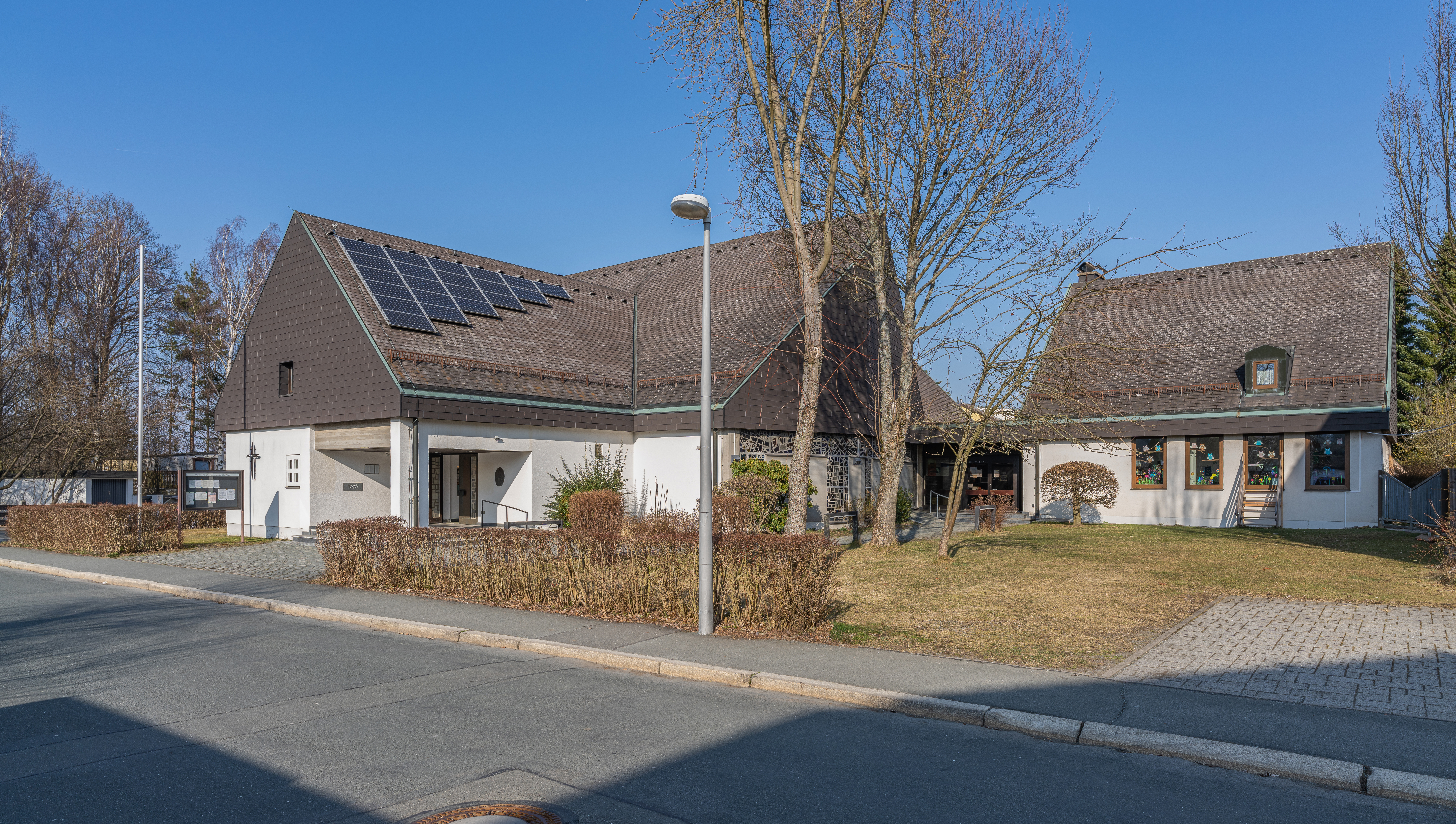
Ansicht der Kirche von Südwesten

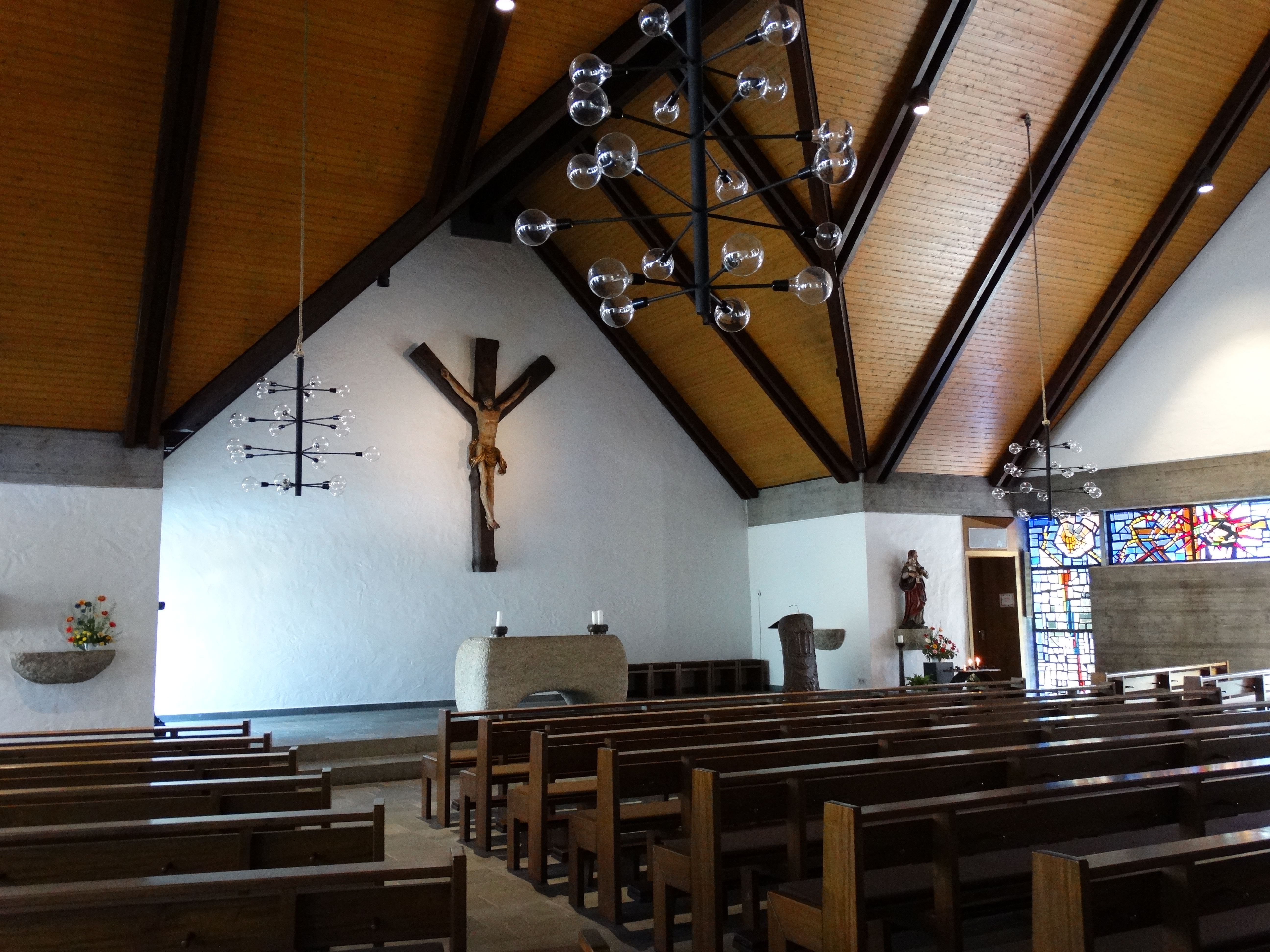
Blick zum Altar

Die Kirche St. Pius ist eine römisch-katholische Kirche der Pfarrei Bernhard-Lichtenberg in der bayerischen Stadt Hof. Sie befindet sich im südlichen Stadtteil Münster. Die Bauform, mit einer dem Zelt Gottes unter den Menschen (Offb 21,3 ) nachempfundenen Dachkonstruktion, trägt dem Zweiten Vatikanischen Konzil Rechnung. Sie gehört zum Dekanat Hof und zum Seelsorgebereich Hofer Land.

## Geschichte
Mutterpfarrei der Katholiken in Hof ist die Marienkirche. Durch den Zuzug von Flüchtlingen und Vertriebenen vergrößerte sich Anfang der 1950er Jahre in Hof die katholische Gemeinde und machte für den Bereich Münster und Krötenbruck den Bau einer eigenen Kirche notwendig. In der Zeit von 1961 bis 1977 ging dem Kirchenbau eine hölzerne Notkirche am Zobelsreuther Wäldchen voraus. Zum Bau einer Kirche gründete sich 1972 ein Kirchenbauverein, zuvor wurde eine. Befragung über die Gestaltung und Finanzierung der Kirche durchgeführt. 1977 weihte der Bamberger Erzbischof Elmar Maria Kredel den Altar. Die Vorgängerkirche der St.-Pius-Kirche wurde abgebaut und nach Bischberg gebracht, wo sie wieder aufgebaut wurde.
Zur Energiegewinnung wurde im Jahr 2000 auf dem Dach der Kirche eine Photovoltaikanlage installiert. Zum Palmsonntag 2017 wurde eine grundlegende Renovierung der Piuskirche abgeschlossen. Die Kirche St. Pius gehörte zum Seelsorgebereich St. Konrad. Am 1. Juli 2017 schlossen sich die katholischen Kirchen in Hof zu einer gesamtstädtischen Pfarrei zusammen.

## Ausstattung
Die Köditzer Bildhauerin Margarete Wiggen fertigte für die Ausstattung der Kirche Ambo, Tabernakel, Altarleuchter, Vortragekreuz, Osterleuchter, Bodenleuchter, Kerzentisch, Türgriffe, Altarkreuz, Lesepult, Weihwasserbecken und ein Eingangsrelief aus Bronze. Die Plakette am Eingang der Kirche weist auf das Patronat von Papst Pius X. hin. Die Buntglasfenster mit Motiven des Kreuzweges sind ein Werk des Lichtenfelser Malers Hubert Weber. Mit einer restaurierten gotischen Jesusfigur und einer Madonna vom Ende des 19. Jahrhunderts fanden auch ältere Objekte Einzug in die Kirche.

### Orgel

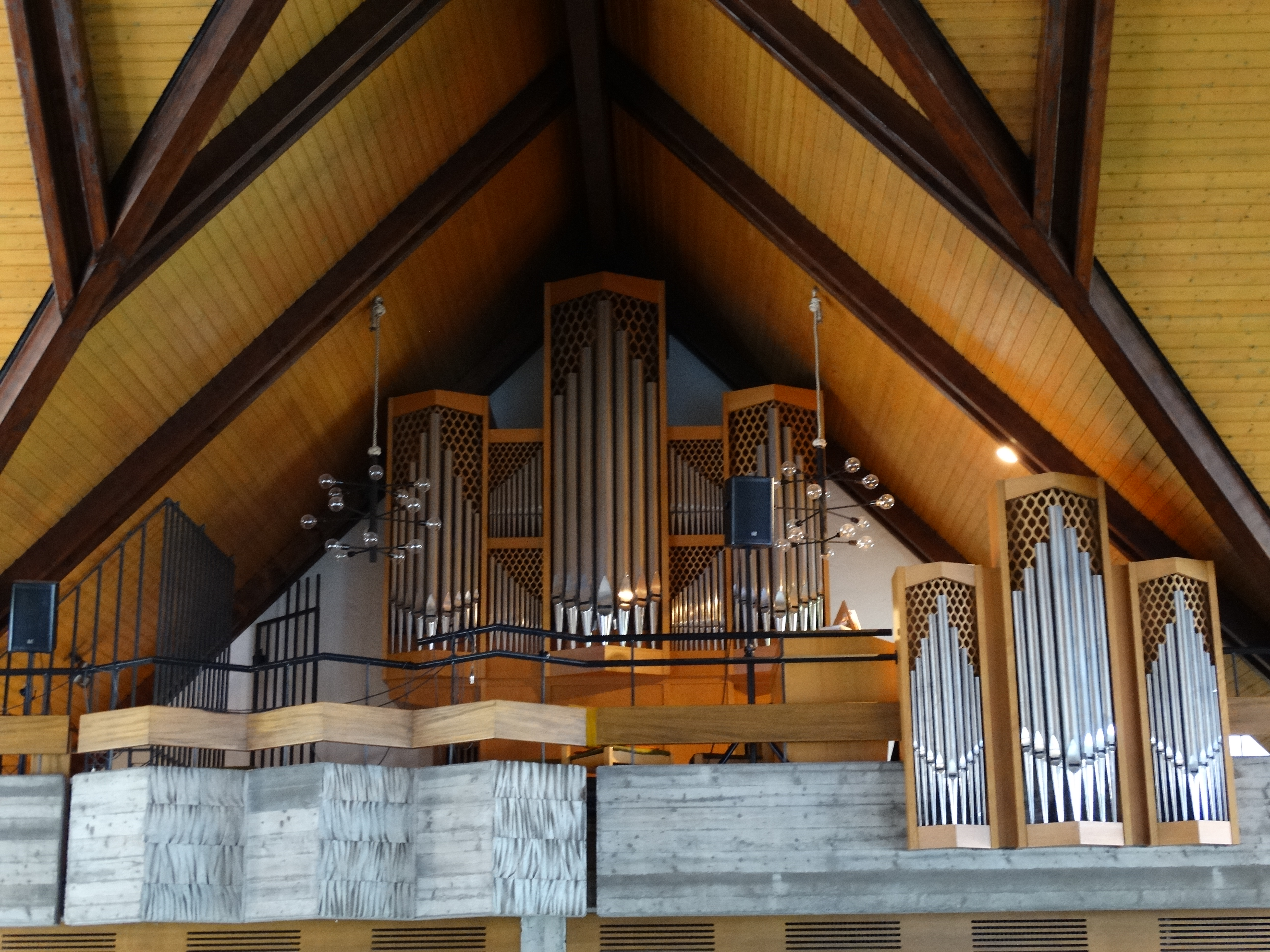
Orgel der Fa. Kloss, Regensburg

Die von der Firma Kloss 1982 erbaute zweimanualige Orgel mit 17 Registern befindet sich auf der Westempore. Die Spieltraktur ist mechanisch (Schleiflade), die Registerzüge werden ebenfalls mechanisch gesteuert. Im 2. Manual befindet sich ein Tremulant. Sie wurde 2017 von der Firma Orgelbau Hörl aus Helmbrechts renoviert. Die Wartung und Pflege liegt heute in Händen der Firma Orgelbau Eisenbarth aus Passau.
| I Hauptwerk C–g3 |       |
| Prinzipal        | 8′    |
| Rohrflöte        | 8′    |
| Oktave           | 4′    |
| Blockflöte       | 2′    |
| Sesquialtera II  | 2 ⁄3′ |
| Mixtur IV-V      | 1 ⁄3′ |
| Trompete         | 8′    |

| II Schwellwerk C–g3 |       |
| Gedeckt             | 8′    |
| Suavial             | 4′    |
| Prinzipal           | 2'    |
| Quinte              | 1 ⁄3′ |
| Zimbel II           | 1⁄2′  |
| Krummhorn           | 8′    |

| Pedalwerk C–f1 |     |
| Subbass        | 16′ |
| Offenbass      | 8′  |
| Choralflöte    | 4′  |
| Fagott         | 16′ |

Koppeln: I/II, I/P, II/P

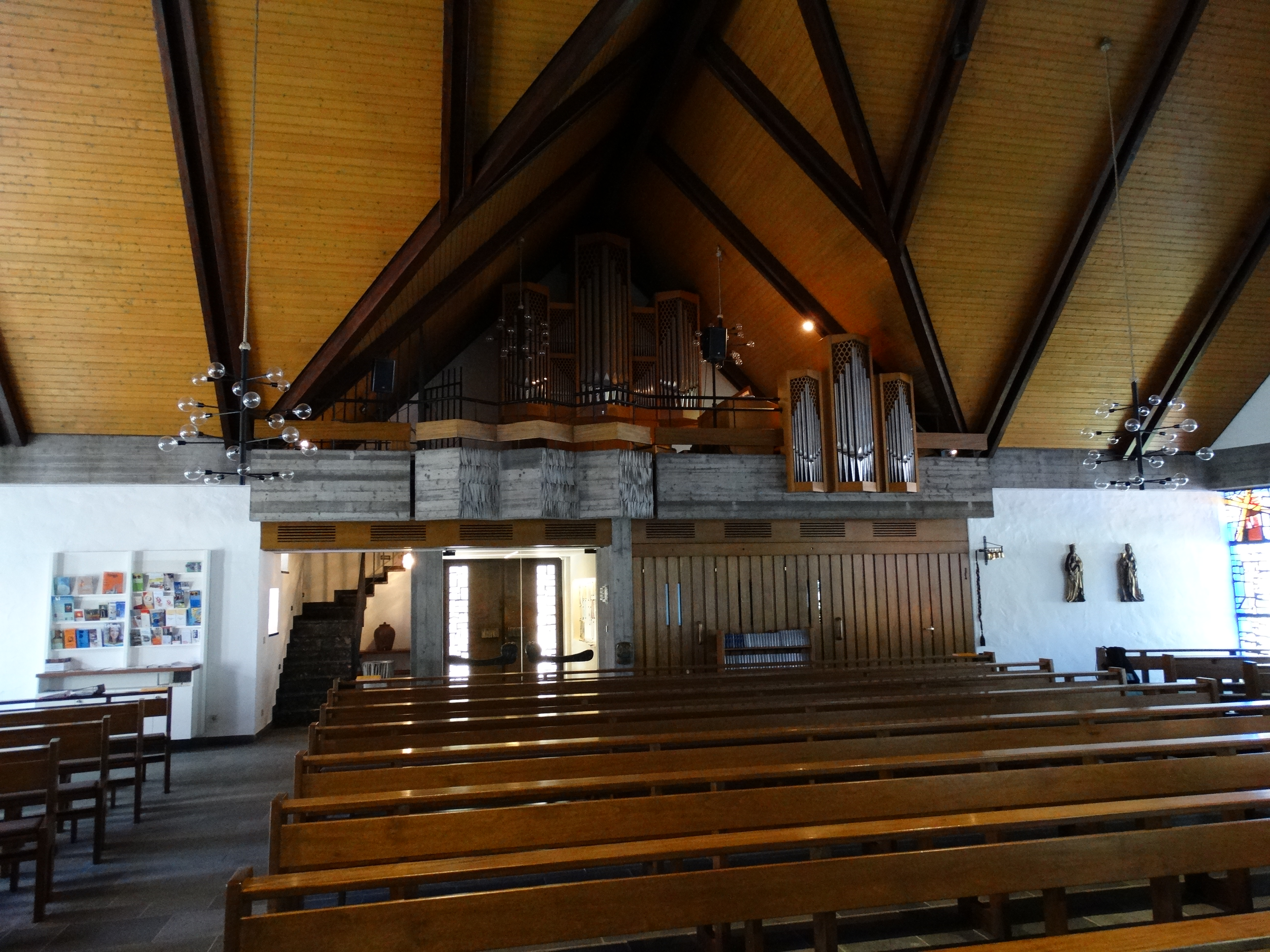
Blick in das Kircheninnere
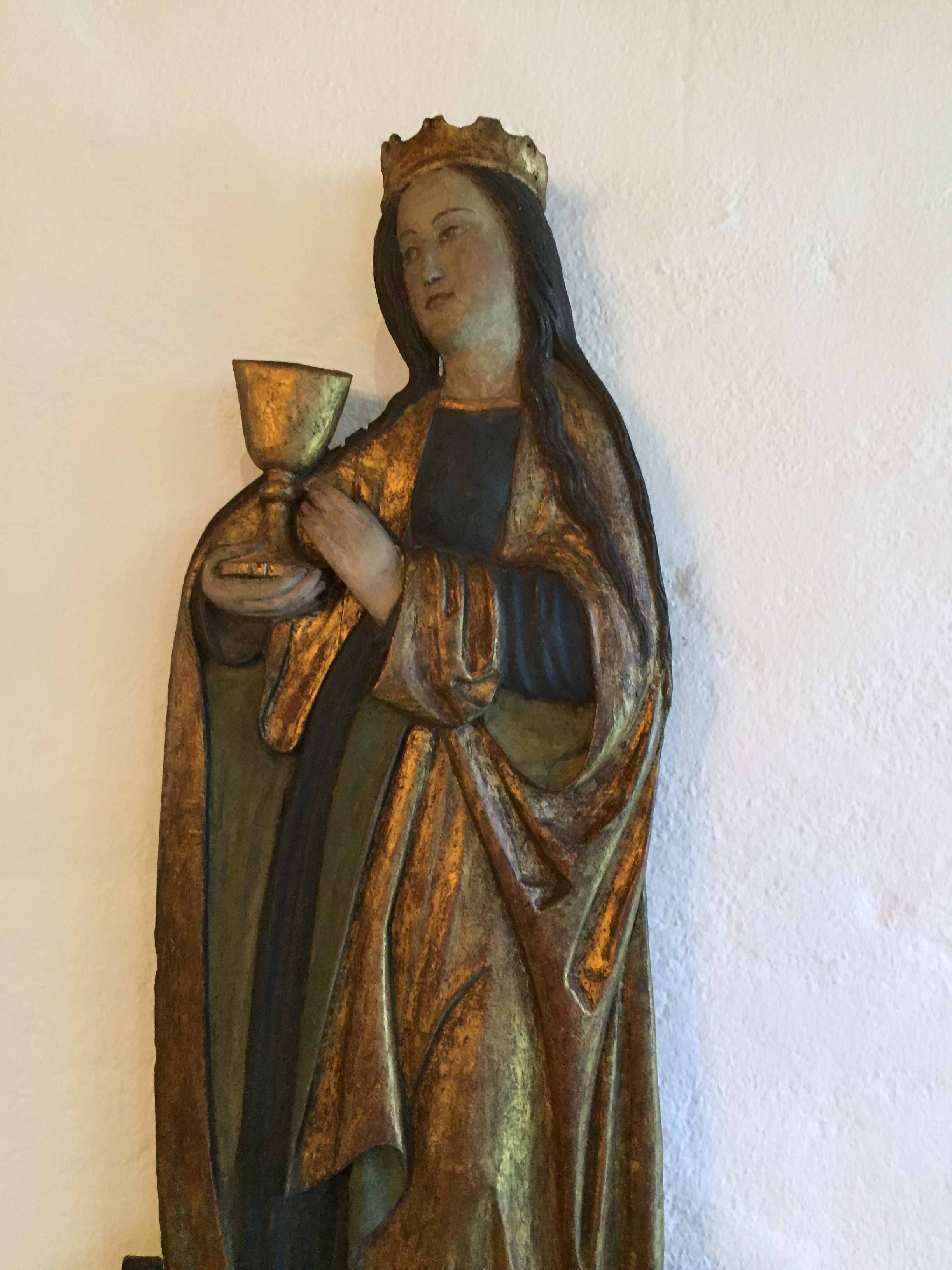
Hl. Barbara
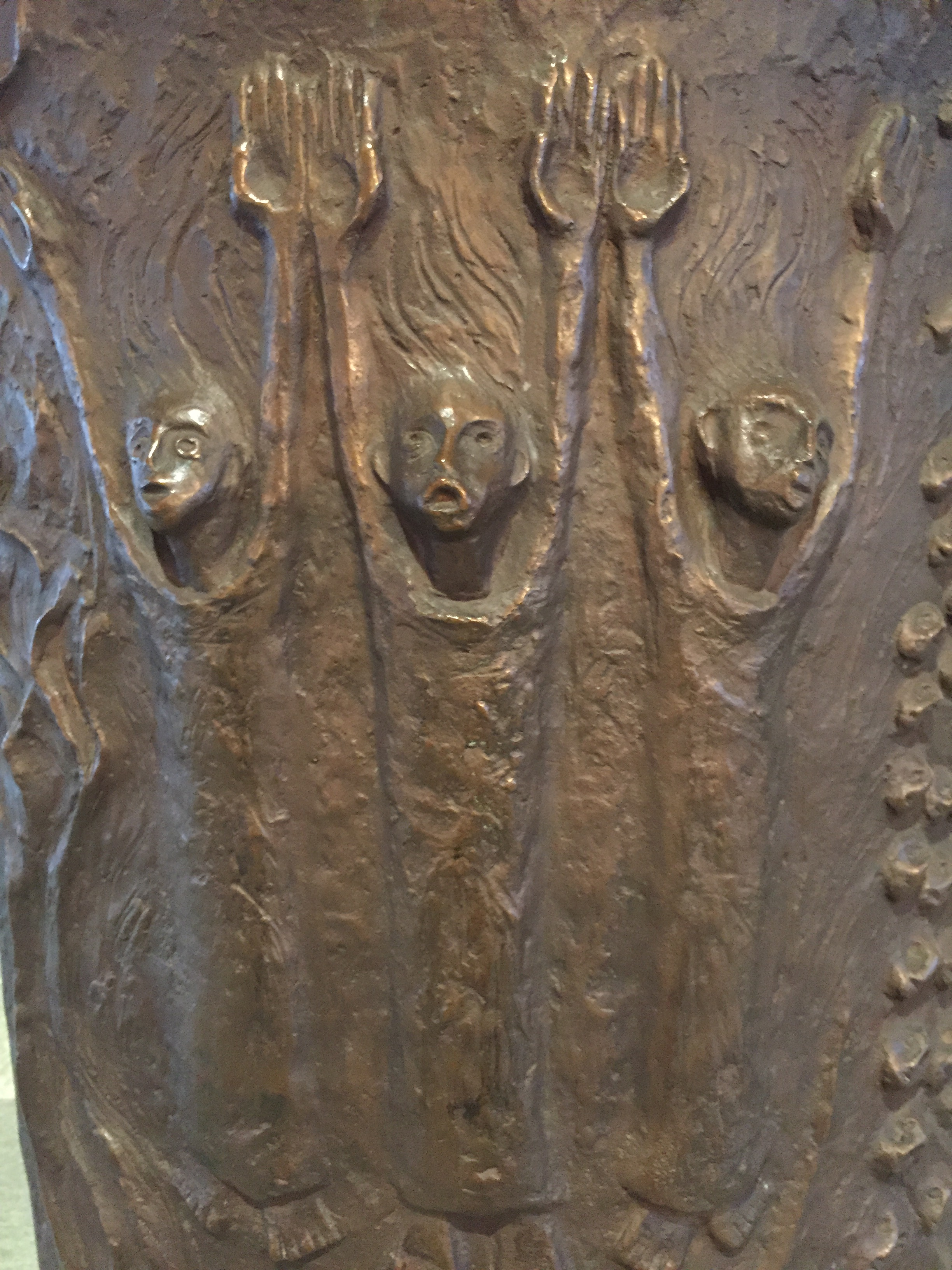
Figuren am Ambo
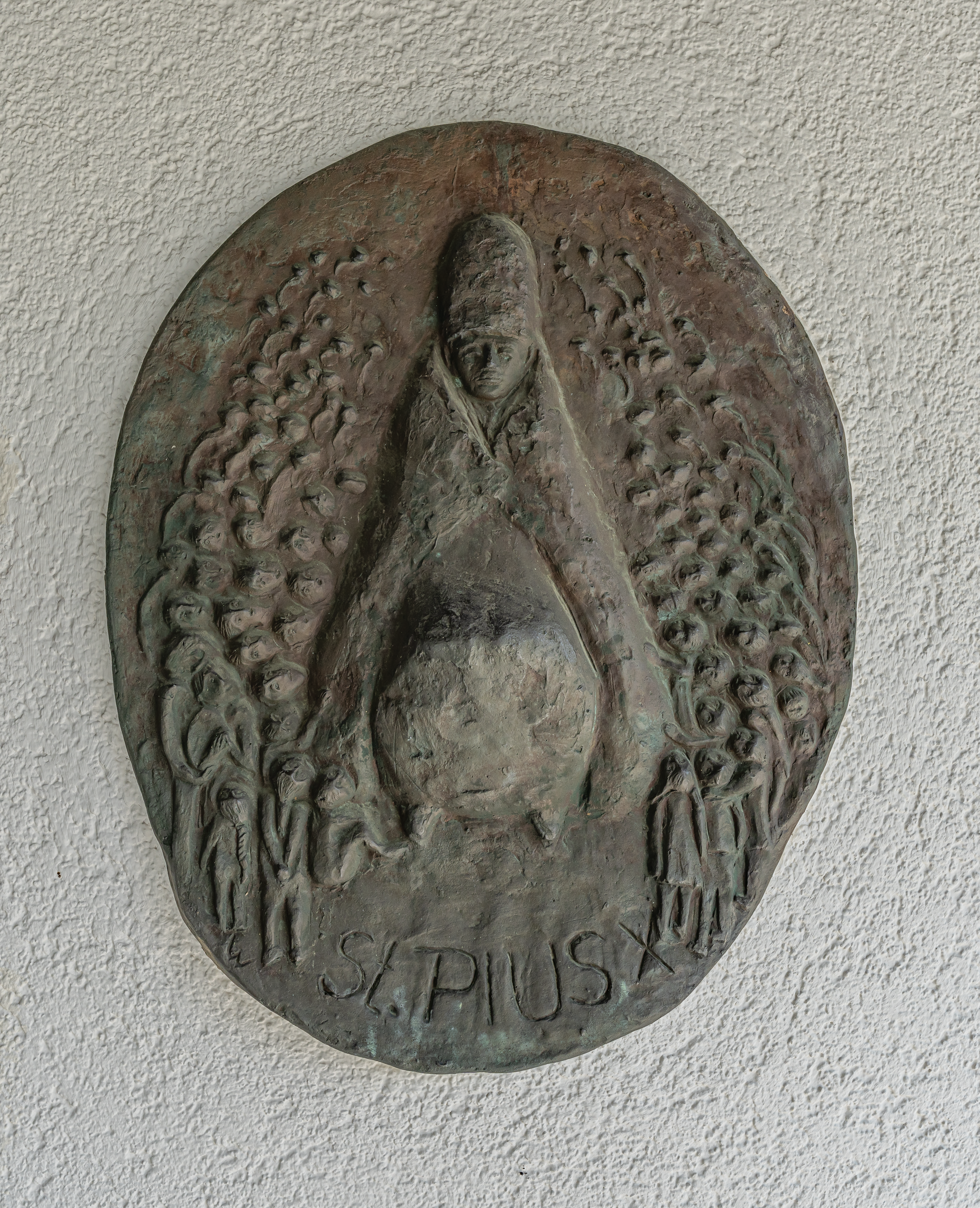
St.-Pius-Plakette
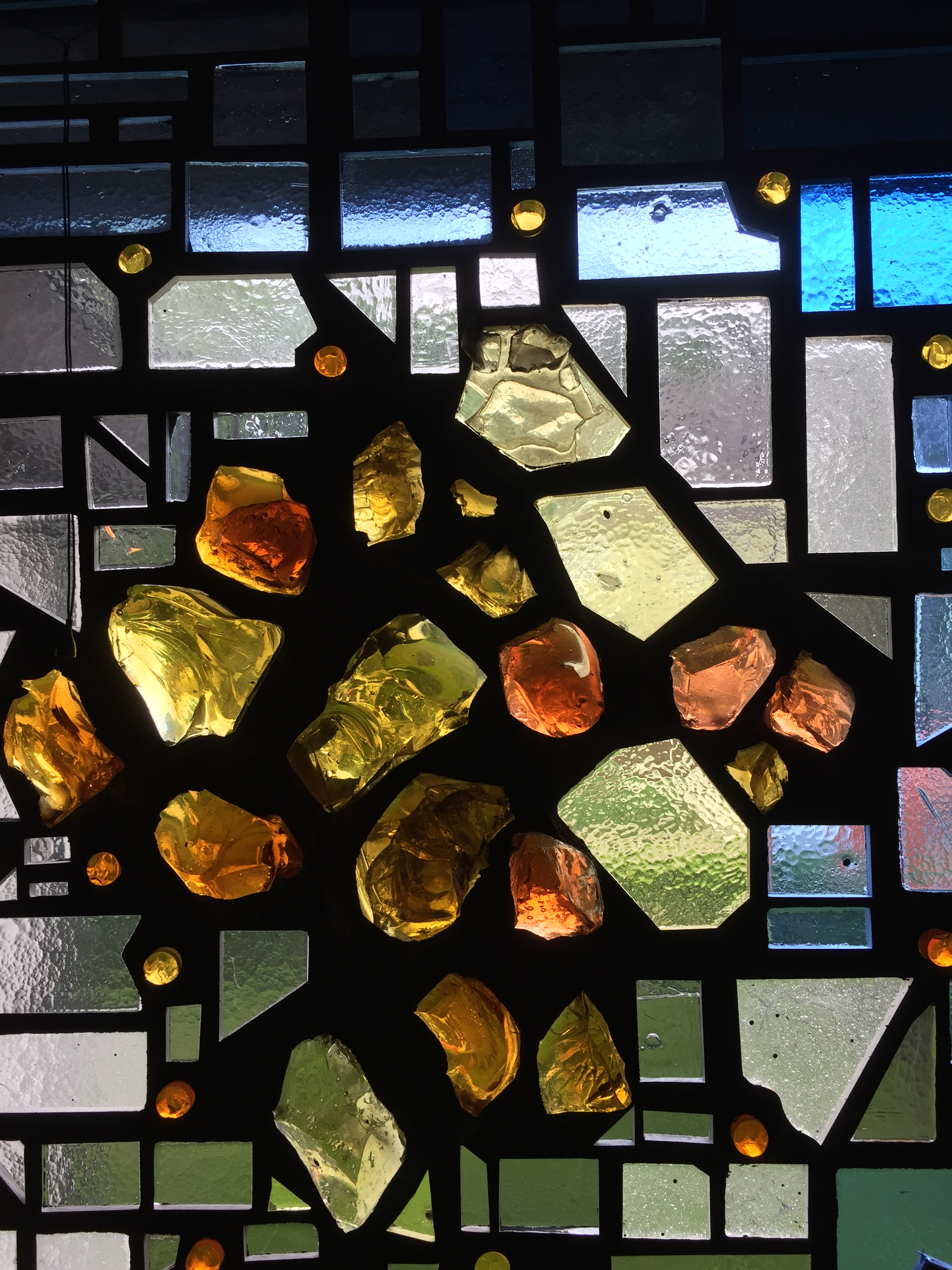
Kirchenfenster